# 安德烈·孔特-斯蓬维尔
安德烈·孔特-斯蓬维尔（法語：André Comte-Sponville，1952年3月12日—），出生於法國巴黎，他曾在高等師範學校就讀，並在巴黎第一大學獲得了哲學博士學位。他是無神論和唯物主義者，但由於他的唯靈論目標，他的思想以一種特殊的形式出現。
他的作品最重要的方面是從後唯物主義的角度克服了傳統唯物主義的無神論，因為他展示了無神論的精神化。這在他2006 年發表的論文《無神論的精神》中尤為突出。他的著作還有《哲学小引》，以关于12个哲学“大问题”的讲解介绍了西方的經典哲学。